# カリンバ

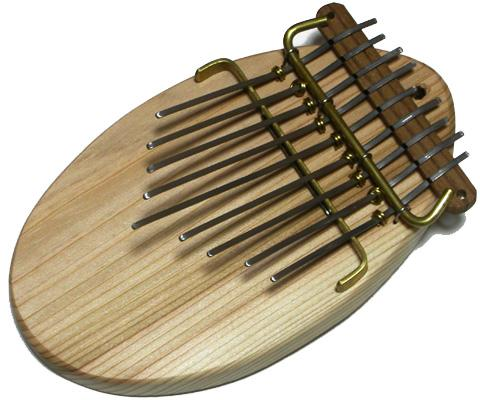
愛知万博で日本館が作成したアースサウンド・カリンバ。棒の途中の金属の環がさわりの役割をする。

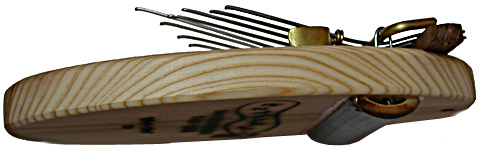
横から見たアースサウンド・カリンバ

カリンバ（KalimbaまたはCalimba）とは、箱に並んだ細い金属棒を弾いて演奏するアフリカの楽器。サムピアノ（thumb piano）あるいはハンドオルゴールともいう。オルゴールのルーツとも言われている。
地域によって名称や形態は異なるが、リンバやムビラ（ンビラ）、デングー、リケンベ、サンジ、サンサ、マリンバ等、アフリカの多くの地域で同様の楽器が普及している。
学術的には、ラメラフォンと総称されるが、カリンバという商品名が世界で普及したため、これが通称として知られることになる。
カリンバはアース・ウィンド・アンド・ファイアーのモーリス・ホワイトが愛用した楽器でもあり、彼のプレイで世界的に知られることとなった。彼が設立したセルフ・プロダクションの名称にも使われた。
板や箱の上に並んだ鉄や竹の棒を親指の爪ではじいて演奏する。形状も作る人によって様々で、並んでいる棒の数すら決まっていない。棒の部分に金属片が付けられたり、箱にビンのふた等が付けられたりして、振るだけでも鳴るものもある。古くは貝殻が多く使用されていた。

## ムビラ

### 概要
アフリカ・ジンバブエに住むショナ族古来の民族楽器である。ショナ族では、祭礼や儀式の時に先祖の霊やスピリット（精霊）との交信をするために演奏されてきた神聖な役割を持つ楽器である。

### 歴史
ショナ族は、太古の昔からムビラを演奏して、先祖たちの魂や自然、精霊などに祈りを捧げてきた。彼らは、冠婚葬祭の時や雨を降らせたい時、病気を治したい時にムビラを弾いて祈りを捧げていたとされる。
楽器のルーツは3000年ほど前に遡り、最初は竹を用いて作られていた。現在の金属製のものについては、1300年ほど前には存在していたことが確認されている。
ちなみに、ショナ族はジンバブエの人口の82パーセントを占めている。
「あつまれ どうぶつの森」に登場した。

### 儀式
凶作や何か悪いことが起こると先祖に対していけないことをしたという解釈をして、先祖にアドバイスを受けるために儀式を行う。儀式においては霊媒師がムビラの演奏によってトランス状態になり、先祖の霊が乗り移ると集まった人々に忠告などを与える。ムビラ音楽に乗って人々は日没から夜明けまで一晩中踊る。

### 使い方
基本的には、中央部が低い音、左右の端にいくほど高い音になるという構造である。楽器は、伝統的なアフリカの調律をもとに作られており、西洋音楽の「ドレミファソラシド」ではない。
木の板に細長い金属片の一端を固定し、反対側を指で弾いて音を出す。本体は共鳴と音の大きさを得るためにデゼ（Deze）と呼ばれる半球形の瓢箪の中に固定される。デゼ、あるいは木の板には金属片（王冠、ナット、貝殻等）が可動状態で取り付けられ、楽器の振動によりジージーと音を出す。

### 無形文化遺産
マラウイとジンバブエのムビラ/サンシの製作と演奏の芸術は2020年にユネスコの無形文化遺産に指定された。